# Ezra Miller
Ezra Matthew Miller (Wyckoff (New Jersey), 30 september 1992) is een Amerikaanse acteur, die in 2008 debuteerde in  Afterschool als Robert. Verder is Miller bekend van rollen als Vincent "Vinnie" Rizzo, Jr in City Island (2009) en Elliot Hellman in Another Happy Day (2011), en van de titelrol van We Need to Talk About Kevin (2011). Miller speelde in 2012 mee in de tienerdramafilm The Perks of Being a Wallflower, met Logan Lerman en Emma Watson. Daarnaast tekende Miller om de rol te spelen van Leon Dupuis in Sophie Barthes' bewerking van de roman van Gustave Flaubert: Madame Bovary.

## Privéleven
Ezra beschrijft zichzelf als queer en non-binair en geeft aan zichzelf amper als mens te zien.

## Filmografie
- Bibsys: 5019000
- Biblioteca Nacional de España: XX5261506
- Bibliothèque nationale de France: cb16706384b (data)
- Gemeinsame Normdatei: 1033887536
- International Standard Name Identifier: 0000 0003 7027 7454
- Library of Congress Control Number: no2010154625
- MusicBrainz: cc61e016-b258-4f27-834f-a6ebd613ef58
- Nationale Bibliotheek van Tsjechië: xx0194090
- Nationale Bibliotheek van Israël: 987007423867105171
- Nederlandse Thesaurus van Auteursnamen: 329086626
- Système universitaire de documentation: 159323827
- Virtual International Authority File: 249608155
- WorldCat: E39PBJm4PKWKJ4bYrJGq4pbrv3